# Franekeri egyetem
A franekeri egyetem (hollandul: Universiteit van Franeker, latinul: Academia Franekerensis) holland egyetem Franekerben, Frízföldön müködött 1585 és 1811 között. Ez volt a leideni egyetem után Hollandia második legrégebbi egyeteme. 

## Története
Az egyetemet 1585. július 15-én alapította a tartomány kormánya, hogy itt képezzék a református prédikátorokat és az új állam tisztviselőit. A választás azért esett Franekerre, mert ott rendelkezésre állt az egykori kolostorépület, és a város a németalföldi szabadságharc alatt biztonságosabb volt, mint a fríz főváros, Leeuwarden. Kezdetben négy karral működött: filozófiai, jogi, orvosi, teológiai; 1598-tól a matematikát és csillagászatot is felvették a tanszékek közé.
Az egyetemet az elkobzott egyházi javakból finanszírozták, és a tartományi kormány által kinevezett négy kurátor felügyelte; a református egyháznak nem volt rá közvetlen befolyása. 
A tizenhetedik századi holland aranykorban az egyetem virágzott. Számos külföldi diák látogatta, elsősorban Németország és Magyarország református területeiről, akik egyes időszakokban a hallgatói létszám felét is kitették. A harmincéves háború után a magyar diákok peregrinációjának egyik legfontosabb célpontja lett; az 1595 és 1796 közötti időszakban külföldön tanulóknak mintegy 40%-a ide iratkozott be. Összesen több mint ezerkétszáz magyarországi és erdélyi diák tanult Franekerben; emléküket a hajdani szállásuk helyén levő épületen fríz, magyar és holland nyelvű tábla őrzi.
A 18. században az egyetem jelentősége csökkent, és hallgatói inkább Groningenbe mentek át. Miután az Első Francia Császárság 1810-ben bekebelezte a Holland Királyságot, ott csak három egyetem maradt: a leideni, az utrechti és a groningeni. A franekeri egyetemet a következő évben Napóleon rendeletére bezárták. 1813-tól 1843-ig egyetemi státus nélküli akadémiaként működött.

## Fordítás
- Ez a szócikk részben vagy egészben  az   Universität Franeker című német Wikipédia-szócikk ezen változatának fordításán alapul.  Az eredeti cikk szerkesztőit annak laptörténete sorolja fel. Ez a jelzés csupán a megfogalmazás eredetét és a szerzői jogokat jelzi, nem szolgál a cikkben szereplő információk forrásmegjelöléseként.